# Tamara Lunger
Tamara Lunger (6 de junho de 1986 em Bolzano/Bozen, Itália) é uma esqui-alpinista italiana.
Tamara Lunger começou a sua atividade esqui-alpinista em 2002. Um ano mais tarde ela participou pela primeira vez na competição Vertical Race em San Martino di Castrozza. Tamara Lunger mora atualmente em Cornedo all'Isarco.
Em 23 de maio de 2010 atingiu o cume do Lhotse, sendo a mulher mais jovem da história do alpinismo a consegui-lo.
Em 26 de julho de 2015 alcançou o topo do K2.
Em 28 de fevereiro de 2016 começou a sua escalada, em ocasião da primeira ascensão invernal do Nanga Parbat, desde o quarto acampamento de altitude pelo cume. Enquanto Simone Moro, Alex Txikon e Ali Sadpara conseguiram atingir o topo (8125 metros de altitude) pela primeira vez no inverno, Tamara foi obrigada por motivos de saúde de desistir a cerca de 100 metros do cume. 